# Acanthoceto pichi
Acanthoceto pichi is een spinnensoort in de taxonomische indeling van de buisspinnen (Anyphaenidae).
Het dier behoort tot het geslacht Acanthoceto. De wetenschappelijke naam van de soort werd voor het eerst geldig gepubliceerd in 1997 door M. J. Ramírez.